# Maine Celtics
O Maine Celtics (anteriormente Maine Red Claws) é um time americano de basquete profissional com sede em Portland, Maine e joga no G-League. A equipe joga seus jogos em casa no Portland Expo Building. 
A equipe estreou na temporada de 2009-10 como Maine Red Claws e desde então conquistou três títulos de divisão. A equipe é de propriedade do Boston Celtics, que comprou a franquia em julho de 2019 da Maine Basketball, LLC, uma empresa presidida por William Ryan Jr. O Boston Celtics renomeou a equipe para Maine Celtics em 2021.

## História
Em 25 de fevereiro de 2009, a NBA Development League (D-League) concedeu à cidade de Portland, Maine, uma franquia de expansão. Em 21 de julho de 2009, o Red Claws anunciou Austin Ainge como o primeiro treinador da equipe. Em 2 de abril de 2009, "Red Claws" foi anunciado como o nome vencedor após um concurso, derrotando Beacons, Crushers, Destroyers, Swarm e Traps. O nome e o logotipo homenageavam a indústria da pesca da lagosta, um importante motor econômico da região da Nova Inglaterra. O uso de "Red" no nome da equipe também serviu para homenagear o técnico de longa data do Boston Celtics, Red Auerbach. Durante a temporada de 2009-10, o Red Claws foi o único time da D-League a vender todos os ingressos dos 24 jogos em casa. Essa sequência continuou até a temporada de 2011-12, terminando a sequência em 48 jogos consecutivos.
Em 21 de junho de 2012, o Red Claws anunciou que havia entrado em uma afiliação híbrida com o Boston Celtics, tornando o Celtics o único afiliado do Red Claws. Nas duas primeiras temporadas da equipe, sua afiliação foi dividida entre o Celtics e o Charlotte Bobcats. Para sua terceira temporada, a afiliação da equipe foi dividida entre Boston, Charlotte e o Philadelphia 76ers.

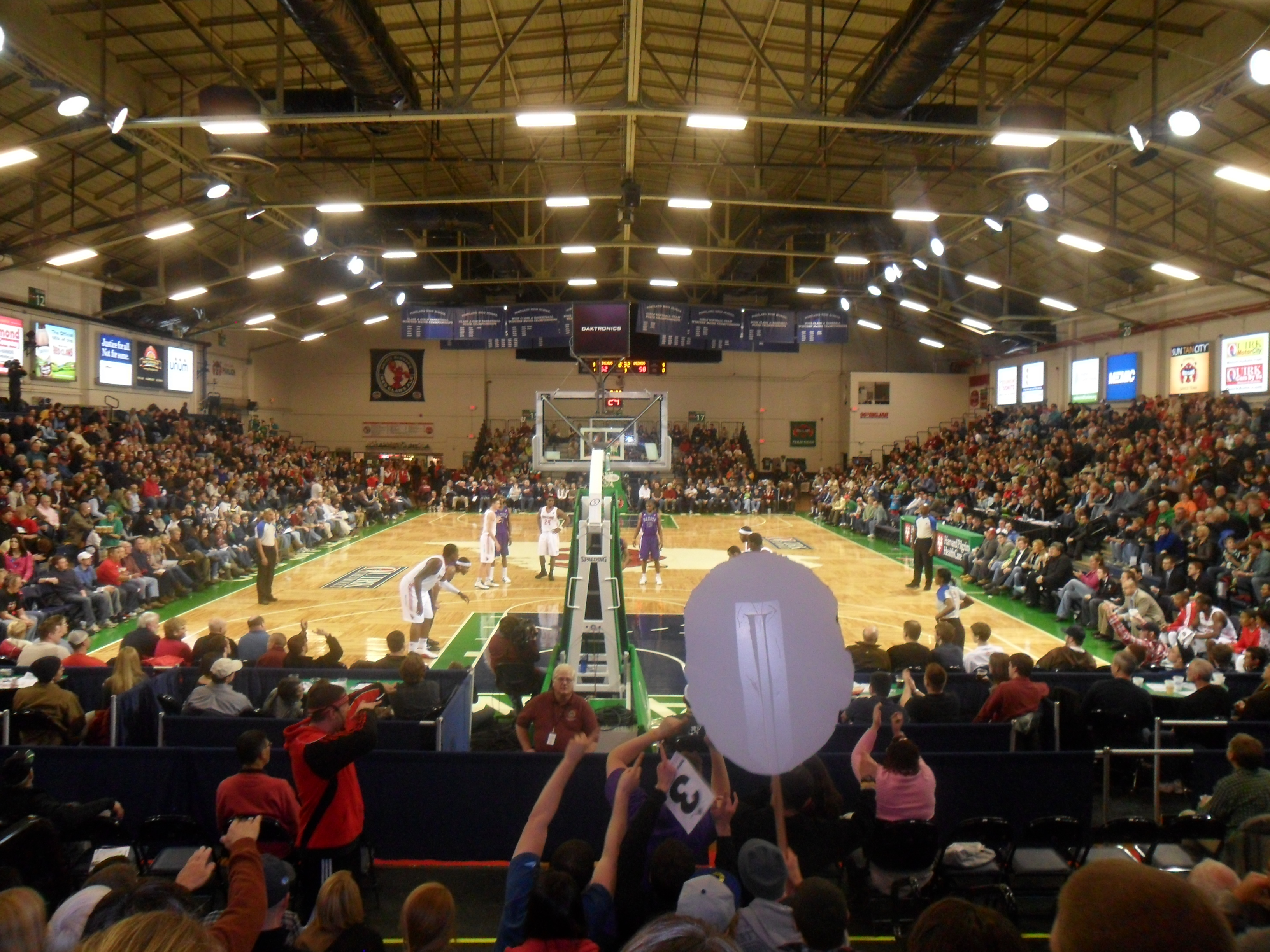
O Red Claws contra o Dakota Wizards no Portland Exposition Building em janeiro de 2011.

Os Red Claws fizeram sua primeira aparição nos playoffs em abril de 2013, entrando nos playoffs como o oitavo time e sendo varridos pelo Rio Grande Valley Vipers na primeira rodada.
Em 16 de julho de 2014, o Red Claws anunciou que Mike Taylor não retornaria para uma terceira temporada como treinador principal da equipe. Ele teve um recorde de 45-55 como treinador ao longo de duas temporadas com a equipe. Ele foi substituído pelo canadense Scott Morrison após 11 temporadas como treinador principal da Lakehead University. Morrison passou a temporada de 2013-14 como assistente da D-League. Em 21 de junho de 2017, Brad Stevens, treinador principal do Boston Celtics, o nomeou como seu assistente técnico.
Em 25 de julho de 2019, os Celtics anunciaram que comprariam a franquia Red Claws dos proprietários originais Bill Ryan e Bill Ryan Jr. Antes da venda, os Red Claws eram uma das poucas franquias independentes restantes da G-League. A venda foi finalizada em 15 de outubro de 2019.
Em 7 de dezembro de 2019, Bryce Brown estabeleceu um recorde da franquia com 11 arremessos de três pontos para o Red Claws em uma derrota por 128-123 para o Delaware Blue Coats. A temporada de 2019-20 foi reduzida em março de 2020 pelo início da pandemia do COVID-19, enquanto os Red Claws estavam em primeiro lugar em sua divisão. A temporada de 2020-21 seguinte foi adiada devido às restrições relacionadas à pandemia em andamento e, eventualmente, realizada em um único local em Orlando, Flórida. No entanto, o Celtics decidiu não ter a participação do Red Claws e optou por sair da temporada.
Em 24 de maio de 2021, o Boston Celtics anunciou que o Red Claws havia sido renomeado para Maine Celtics a partir da temporada de 2021-22.

## Treinadores
| # | Treinadores      | Temporadas    | Temporada regular | Temporada regular | Temporada regular | Temporada regular | Playoffs | Playoffs | Playoffs | Playoffs | Conquistas                          |
| # | Treinadores      | Temporadas    | J                 | V                 | D                 | %                 | J        | V        | D        | %        | Conquistas                          |
| - | ---------------- | ------------- | ----------------- | ----------------- | ----------------- | ----------------- | -------- | -------- | -------- | -------- | ----------------------------------- |
| 1 | Austin Ainge     | 2009–11       | 100               | 45                | 55                | .450              | —        | —        | —        | —        |                                     |
| 2 | Dave Leitao      | 2011–12       | 50                | 21                | 29                | .420              | —        | —        | —        | —        |                                     |
| 3 | Mike Taylor      | 2012–14       | 100               | 45                | 55                | .450              | 2        | 0        | 2        | .000     |                                     |
| 4 | Scott Morrison   | 2014–17       | 150               | 95                | 55                | .633              | 9        | 2        | 7        | .221     | Treinador do Ano da D-League (2015) |
| 5 | Brandon Bailey   | 2017–19       | 100               | 36                | 64                | .360              | —        | —        | —        | —        |                                     |
| 6 | Darren Erman     | 2019–2020     | 42                | 28                | 14                | .667              | —        | —        | —        | —        |                                     |
| 7 | Jarell Christian | 2021–Presente |                   |                   |                   |                   |          |          |          |          |                                     |

## Afiliados na NBA
- Boston Celtics (2009–Presente)
- Charlotte Bobcats (2009–2012)
- Philadelphia 76ers (2011–2012)